# Nhọ gặp hên
Nhọ gặp hên (tên gốc tiếng Anh: Gringo) là một bộ phim hài về tội phạm Mỹ năm 2018 của đạo diễn Nash Edgerton và được viết bởi Anthony Tambakis và Matthew Stone. Phim có sự tham gia của David Oyelowo, Charlize Theron (người cũng sản xuất), Joel Edgerton (anh trai của Nash), Amanda Seyfried, Thandie Newton và Sharlto Copley, và theo dõi một doanh nhân có phong cách nhẹ nhàng được gửi đến Mexico để cung cấp một viên thuốc cần sa thử nghiệm. Khi anh ta bị bắt cóc bởi một băng đảng ma túy, anh ta phải trốn thoát cùng với một lính đánh thuê được thuê. Bộ phim đánh dấu bộ phim đầu tay của Paris Jackson.

## Nội dung
Harold Soyinka là một nhân viên bình thường làm việc cho một công ty đang phát triển loại thuốc có tên "Weed Pill". Một ngày, Harold được cử đi công tác tại Mexico theo lệnh của hai ông chủ của Elaine Markinson và Richard Rusk. Không may Harold bị bắt cóc bởi những người có mối hận thù với công ty và những ông chủ của anh. Để giải cứu Harold, Richard thuê một người tên là Mitch. Từ đây, cả hai phải trải qua một loạt tình huống trớ trêu để bảo vệ mạng sống của chính mình.

## Diễn viên
- David Oyelowo vai Harold Soyinka aka Harry[3]
- Joel Edgerton vai Richard Rusk[3]
- Charlize Theron vai Elaine Markinson[4]
- Amanda Seyfried vai Sunny[3]
- Thandie Newton vai Bonnie Soyinka[5]
- Sharlto Copley vai Mitch Rusk[6]
- Paris Jackson vai Nelly[7]
- Carlos Corona vai Villegas / Black Panther
- Hernán Mendoza vai Celerino Sanchez
- Diego Cataño vai Ronaldo Gonzales
- Rodrigo Corea vai Ernesto Gonzalez
- Yul Vazquez vai Angel Valverde[5]
- Harry Treadaway vai Miles[5]
- Alan Ruck vai Jerry
- Kenneth Choi vai Marty[5]
- Melonie Diaz vai Mia
- Hector Kotsifakis vai Roberto Vega
- Bashir Salahuddin vai Stu

## Sản xuất
Ngày 12 tháng 5 năm 2014, Charlize Theron tham gia dàn diễn viên của dự án, tại thời điểm đó tên của dự án được đặt là American Express. Ngày 10 tháng 12 năm 2015, David Oyelowo, Amanda Seyfried và Joel Edgerton được xác nhận sẽ tham gia dàn diễn viên của bộ phim. Ngày 11 tháng 3 năm 2016, Thandie Newton, Kenneth Choi, Harry Treadaway, Michael Angarano và Yul Vazquez được xác nhận tham gia dự án. Tới ngày 11 tháng 5 năm 2016, hãng STX Entertainment chính thức sở hữu quyền phân phối của Nhọ gặp hên. Quá trình quay phim chính diễn ra từ ngày 7 tháng 3 năm 2016.

## Phát hành
Nhọ gặp hên được hai hãng Amazon Studios và STXfilms phát hành tại Bắc Mỹ vào ngày 9 tháng 3 năm 2018. Tại Việt Nam, phim ra mắt vào ngày 23 tháng 3 năm 2018.

### Doanh thu phòng vé
Nhọ gặp hên thu về 5 triệu USD chỉ tính riêng tại thị trường Mỹ và Canada và 6 triệu USD tại các quốc gia và vùng lãnh thổ khác, đưa tổng mức doanh thu toàn cầu lên tới 11 triệu USD.
Tại thị trường Mỹ và Canada, Nhọ gặp hên được phát hành cùng thời điểm với Vụ cướp trong tâm bão, The Strangers: Prey at Night và Nếp gấp thời gian, dự kiến thu về 5 triệu USD từ 2.404 rạp chiếu phim trong dịp cuối tuần ra mắt. Tuy nhiên, sau ngày đầu công chiếu chỉ thu về 997.000 USD, doanh thu dự kiến cho dịp cuối tuần ra mắt giảm xuống còn 3 triệu USD. Cuối cùng, Phim thu về 2,6 triệu USD sau ba ngày công chiếu, xếp thứ 11 trên bảng xếp hạng doanh thu phòng vé, trở thành phim điện ảnh có doanh thu ra mắt thấp thứ 27 mọi thời đại. Dịp cuối tuần thứ hai, số liệu cho doanh thu phim giảm 76% với 630.000 thu về, xếp thứ 17 trên bảng xếp hạng doanh thu phòng vé.

### Đánh giá chuyên môn
Trên hệ thống tổng hợp kết quả đánh giá Rotten Tomatoes, phim nhận được 40% lượng đồng thuận dựa theo 133 bài đánh giá, với điểm trung bình là 5,0/10. Các chuyên gia của trang web nhất trí rằng, "Nhọ gặp hên tụ họp dàn diễn viên thừa năng lực một cách khó hiểu cho một tác phẩm hài thiếu bùng nổ với phần nội dung lộn xộn và cách xây dựng nhân vật nghèo nàn." Trên trang Metacritic, phần phim đạt số điểm 46 trên 100, dựa trên 33 nhận xét, chủ yếu là những ý kiến trái chiều. Lượt bình chọn của khán giả trên trang thống kê CinemaScore cho phần phim điểm "C+" trên thang từ A+ đến F.